# Liste d'effets scientifiques
Ceci est une liste d'effets scientifiques classés par ordre alphabétique.
- Haut – A
- B
- C
- D
- E
- F
- G
- H
- I
- J
- K
- L
- M
- N
- O
- P
- Q
- R
- S
- T
- U
- V
- W
- X
- Y
- Z

## A
- Effet abscopal (traitements contre le cancer) (système immunitaire) (traitements médicaux) (radiothérapie)
- Effet accélérateur (économie)
- Effet d'accordéon (en) (physique) (ondes)
- Effet Aharonov-Bohm (mécanique quantique)
- Effet Allais (physique des franges)
- Effet d'assoupissement (psychologie sociale)
- Effet Auger [ou Auger-Meitner] (physique atomique, physique quantique fondamentale)
- Effet d'avalanche (électronique)

## B
- Effet Baldwin (biologie de l'évolution) (sélection)
- Effet Bambi (talons de psychologie)
- Effet Barkhausen (matière condensée) (magnétisme)
- Effet Barnett (matière condensée) (magnétisme)
- Effet Barnum (biais cognitifs) (histoire de l'astrologie) (théories psychologiques)
- Effet_Bauschinger (mécanique classique) (science des matériaux)
- Effet de berge (en) (propulsion marine) (termes nautiques) (eau)
- Effet Bergeron
- Effet Bernoulli (équations) (dynamique des fluides) (énergie éolienne)
- Effet bêta-silicium (en) (chimie organique physique)
- Effet Blazhko (en) (astronomie)
- Effet Biefeld-Brown (phénomènes physiques) (propulsion)
- Effet Bohr (hématologie) (hémoprotéines) (physiologie respiratoire)
- Effet boule de neige (language) (metaphores)
- Effet Boycott (Sédimentologie)

## C
- Effet de capacité
- Effet Casimir (théorie quantique des champs) (phénomènes physiques)
- Effet Čerenkov (physique expérimentale des particules) (concepts de physique fondamentale) (physique des particules) (relativité restreinte)
- Effet chocolat chaud (acoustique) (mécanique ondulatoire) (phénomènes physique)
- Effet Christofilos (en) (physique des particules)
- Effet Coanda (aérodynamique) (couches limites) (phénomènes physiques)
- Effet Colavita (psychologie)
- Effet Compton (astrophysique) (physique atomique) (physique quantique fondamentale) (astronomie d'observation) (électrodynamique quantique) (rayons X)
- Force de Coriolis (dynamique atmosphérique) (mécanique classique) (force) (phénomènes physiques) (légendes urbaines)
- Effet corona
- Effet Cotton (physique atomique, moléculaire et optique) (polarisation)
- Effet Cotton-Mouton, voir biréfringence induite par un champ magnétique (magnétisme) (optique)
- Effet de couronne
- Effet Crabtree (en) (biochimie)

## D
- Effet de Haas-Van Alphen (matière condensée) (magnétisme) (physique quantique)
- Effet Dellinger (communications radio)
- Effet Dember (en) (phénomènes électriques) (physique)
- Effet Destriau (électroluminescence)
- Effet Diderot (anthropologie) (comportement du consommateur)
- Effet Dole (en) (climatologie) (oxygène) (paléoclimatologie) (photosynthèse)
- Effet Doppler-Fizeau (décalage de la fréquence d'une source sonore (Doppler) ou lumineuse (Fizeau) en mouvement)
- Effet Droste (visualisation graphique mettant un jeu la réflexion des images dans des images indéfiniment)
- Effet Djanibekov

## E
- Effet Eagle (en) (résistance aux antibiotiques) (pharmacologie)
- Effet Early (transistors)
- Effet Eberhard (en) (science de la photographie)
- Effet Edison (physique atomique) (électricité) (Thomas Edison) (tubes à vide)
- Effet Efimov (en) (physique)
- Effet Einstein
- Effet Einstein-de Haas (science)
- Effet électro-calorique (technologie de refroidissement) (pompes à chaleur)
- Effet électro-optique (optique non linéaire)
- Effet ELIZA (intelligence artificielle) (interaction homme-machine) (sophismes propositionnels)
- Effet Emerson (photosynthèse)
- Effet Eötvös (géodésie) (topographie)
- Effet Epps (en) (économétrie) (terminologie statistique) (statistique)
- Effet Ettingshausen (matière condensée) (électrodynamique) (thermodynamique)
- Effet Evershed (en) (physique) (phénomènes solaires)

## F
- Effet Fåhræus–Lindqvist (sang) (dynamique des fluides) (biologie moléculaire et cellulaire)
- Effet Faraday (magnétisme) (optique)
- Effet Ferranti
- Effet ferroélectrique (physique de la matière condensée) (phénomènes électriques)
- Effet Fink (en) (anesthésie) (diffusion)
- Effet Flynn (futurologie) (intelligence) (théories psychologiques) (psychométrie) (controverse sur la race et l'intelligence)
- Effet de foehn
- Effet fontaine
- Effet Forbush (en) (rayons cosmiques) (phénomènes solaires)
- Effet Franssen (acoustique) (perception du son)
- Effet Franz-Keldysh (en) (matière condensée) (ingénierie électronique) (électronique) (optique) (optoélectronique)
- Effet Fujiwara (météorologie des cyclones tropicaux) (vortex)

## G
- Effet Garshelis (en) (champs électriques et magnétiques dans la matière) (magnétisme) (physique)
- Effet gauche (stéréochimie)
- Effet géodésique (relativité générale)
- Effet Gerschenkron (développement économique) (systèmes économiques) (économie et finance) (économétrie) (indices) (comptes nationaux)
- Effet Gibbons-Hawking (en) (relativité générale)
- Effet Gibbs-Donnan (biologie) (physique)
- Effet Gibbs-Thomson (pétrologie) (thermodynamique)
- Effet Glapion
- Effet Glasser (en) (physique)
- Effet Goos-Hänchen (phénomènes optiques)
- Effet Gunn-Peterson (spectroscopie astronomique)
- Effet gyromagnétique
- Effet gyroscopique

## H
- Effet Haas (ingénierie audio) (son) (haut-parleurs)
- Effet Haldane (hématologie) (hémoprotéines) (protéines)
- Effet Hall (Propriété Piezo électrique).
- Effet Hall quantique (physique)
- Effet de halo (biais cognitifs) (psychologie de l'éducation) (sophismes logiques) (psychologie sociale)
- Effet Hanbury Brown et Twiss (en) (optique quantique)
- Effet Hartman (électrodynamique quantique)
- Effet Hawthorne (psychologie de l'éducation) (théories psychologiques) (phénomènes sociaux)
- Effet Hopkinson

## I
- Effet Imbert-Fedorov (en) (phénomènes optiques)
- Effet d'induction (liaison chimique)

## J
- Effet Jahn-Teller (physique de la matière condensée) (chimie inorganique) (chimie organométallique) (chimie quantique)
- Effet Johnsen-Rahbek (en) (mécanique classique) (électrotechnique)
- Effet Josephson (physique de la matière condensée) (capteurs) (supraconductivité)
- Effet Joule
- Effet Joule-Thomson (thermodynamique)

## K
- Effet Kadenacy (en) (pièces automobiles) (technologie des moteurs)
- Effet Kapitsa-Dirac (en) (physique)
- Effet Kautsky (en) (fluorescence)
- Effet Kaye (dynamique des fluides)
- Effet Ken Burns (techniques de film)
- Effet Kendall (en) (télécommunications)
- Effet Kelvin
- Effet Kerr (optique non linéaire)
- Effet Kerr magnéto-optique (en)
- Effet Kerr optique
- Effet Keystone (en) (technologie)
- Effet Kirkendal (en) (chimie) (métallurgie)
- Effet Kirlian (électrographie)
- Effet Kohn (en) (physique)
- Effet Kondo (physique de la matière condensée) (champs électriques et magnétiques dans la matière) (phénomènes physiques)

## L
- Effet de lac (phénomène météorologique neige ou glace)
- Effet Lake Wobegon (biais cognitifs) (théories psychologiques) (psychologie sociale)
- Effet Landau-Pomeranchuk-Migdal (physique des hautes énergies)
- Effet Larsen (retour audio)
- Effet laser
- Effet Lazarus (en) (détecteurs de particules)
- Effet Lee-Boot (en) (biologie) (reproduction)
- Effet Leidenfrost (phénomènes physiques)
- Effet Lense-Thirring (astrophysique)
- Effet Little-Parks (en) (physique de la matière condensée)
- Effet Lockin (en) (physique)
- Effet de Lubbert (en) (médecine) (radiographie) (radiologie)
- Effet Luxembourg (radiocommunication) (spectre radio)

## M
- Effet magnétocalorique (magnétisme)
- Effet magnétomécanique
- Effet magnéto-optique (champs électriques et magnétiques dans la matière) (phénomènes optiques)
- Effet Magnus (dynamique des fluides)
- Effet Malter (en) (physique)
- Effet Marangoni (dynamique des fluides) (mécanique des fluides) (phénomènes physiques)
- Effet Marchywka (en) (électrochimie) (production de capteurs ultraviolets)
- Effet de masque
- Effet Mathilde (recherche)
- Effet Matteuci
- Effet Matthieu (éducation)
- Effet McCollough (illusions d'optique)
- Effet McGurk (illusions auditives) (perception) (théories psychologiques)
- Effet Meissner (lévitation) (magnétisme) (supraconductivité)
- Effet Meitner-Hupfeld (en) (physique des particules)
- Effet Mikhailov (magnétisme)
- Effet Mikheïev-Smirnov-Wolfenstein (physique des particules)
- Effet Miller (électrotechnique) (termes électroniques)
- Effet Misznay-Schardin (explosifs)
- Effet Mohring (microéconomie) (transport)
- Effet Mössbauer (physique de la matière condensée) (physique nucléaire) (phénomènes physiques)
- Effet Mouton
- Effet Mpemba (changements de phase) (paradoxes physiques) (thermodynamique)
- Effet Mullins (propriétés du caoutchouc)
- Effet Munroe (charge creuse explosif)

## N
- Effet Néel
- Effet Nernst (électrodynamique) (thermodynamique)
- Effet Nagaoka-Honda
- Effet Nordtvedt (astronomie) (astrophysique) (effets de la gravitation) (relativité) (physique théorique)
- Effet Novaya Zemlya (arctique) (phénomènes optiques atmosphériques) (sciences atmosphériques) (Novaya Zemlya) (phénomènes solaires)
- Effet Overhauser nucléaire (physique chimique) (résonance magnétique nucléaire) (physico-chimie) (spectroscopie)
- Effet nuage d'électrons (accélérateurs de particules) (physique)

## O
- Effet Oberth (physique)
- Effet Okorokov (en) (physique)
- Effet oligodynamique (biologie et pharmacologie des éléments chimiques)
- Effet Onnes (en) (physique de la matière condensée) (mécanique des fluides) (hélium)
- Effet Osborne (marketing)
- Effet Ouzo (Chimie des colloïdes) (Mélanges chimiques) (Physique de la matière condensée) (Matière molle) (Dynamique des fluides)
- Effet œstrogénique

## P
- Effet de paire inerte
- Effet papillon
- Effet Pandemonium (en) (spectroscopie gamma)
- Effet de parallaxe
- Effet de Paschen-Back (physique atomique) (physique atomique, moléculaire et optique) (magnétisme)
- Effet Pauli (physique expérimentale) (parapsychologie) (psychokinèse)
- Effet Payne (en) (propriétés du caoutchouc)
- Effet Pearson-Anson (électronique)
- Effet de peau ou Effet pelliculaire (électronique)
- Effet Peltier (Effet thermoélectrique comportant un refroidissement local)
- Effet Peltzman (économie de la réglementation) (Université de Chicago)
- Effet Penn (en) (effets économiques)
- Effet Petkau (en) (radiobiologie)
- Effet photo-Dember (en)
- Effet photoélectrique (Albert Einstein) (phénomènes électriques) (physique quantique fondamentale)
- Effet photoémissif
- Effet photovoltaïque
- Effet piézoélectrique (phénomènes électriques)
- Effet Pigou (effets économiques)
- Effet pionnier (astrodynamique) (programme pionnier)
- Effet placebo (bioéthique) (recherche clinique) (protocole expérimental) (histoire de la médecine) (expressions médicales latines) (mots et expressions latins) (éthique médicale) (termes médicaux) (chimie médicinale) (interventions corps-esprit) (pharmacologie) (théories psychologiques) (méthodes de recherche) (théories)
- Effet plasma (en) (effets de démonstration)
- Effet Plateau (en) (science des systèmes) (métaphores faisant référence à des lieux)
- Effet Pockels (cryptographie) (optique non linéaire) (polarisation)
- Effet Pomeranchuk (cryogénie)
- Effet Poole-Frenkel (courant de fuite dans les matériaux diélectriques)
- Effet Poynting (en) (gaz)
- Effet Poynting-Robertson (mécanique céleste)
- Effet Primakoff (physique des particules)
- Effet de proximité (physique nucléaire) (physique)
- Effet Pulfrich (imagerie 3D) (illusions d'optique)
- Effet Purkinje (illusions d'optique) (perception) (vision)
- Effet Pygmalion
- Effet pyroélectrique

## R
- Diffusion Raman (physique)
- Effet Ramsauer-Townsend (phénomènes physiques) (diffusion)
- Effet Rashōmon (psychologie)
- Effet Rehbinder (physique)
- Effet Renner-Teller (en) (physique moléculaire)
- Effet Ringelmann (en) (psychologie sociale)
- Effet Rossiter-McLaughlin (effets Doppler) (planètes extrasolaires) (spectroscopie) (systèmes en étoile)
- Effet rouillé (en) (électronique radio)

## S
- Effet Sabattier (en) (solarisation) (procédés photographiques) (science de la photographie)
- Effet Sachs-Wolfe (astronomie) (cosmologie physique)
- Effet Sachs-Wolfe intégré
- Effet Sagnac (optique) (relativité)
- Effet Shapiro (effets de la gravitation)
- Effet Scharnhorst (théorie quantique des champs)
- Effet Schottky (diodes)
- Effet Schwinger (en) (physique des particules) (processus hypothétiques) (électrodynamique quantique)
- Effet secondaire
- Effet Seebeck
- Effet Seeliger (astronomie) (astronomie d'observation)
- Effet de serre
- Effet de seuil (physique des particules) (physique) (groupe de renormalisation)
- Effet Signor-Lipps (extinction) (fossiles) (paléontologie)
- Effet Shklovski
- Paradoxe de Simpson appelé effet Yule – Simpson (probabilité) (statistiques)
- Effet Slashdot (attaques par déni de service) (terminologie Internet) (Slashdot)
- Effet Smith-Purcell (en) (physique) (optique quantique)
- Effet Snackwell (en) (comportement du consommateur) (psychologie)
- Effet snob (en) (théorie du consommateur) (économie et finance)
- Effet de sol
- Effet de sonde
- Effet de souffle
- Effet Stall
- Effet Stark (physique atomique) (physique quantique fondamentale) (phénomènes physiques)
- Effet Stewart-Tolman (en) (électrodynamique)
- Effet Streisand (listes dynamiques) (eponymes) (argot)
- Effet Stroop (perception) (tests psychologiques)
- Effet Sunyaev-Zel'dovich (cosmologie physique) (radioastronomie)
- Effet Szilard–Chalmers (en) (chimie nucléaire)

## T
- Effet Tamagotchi (en) (psychologie)
- Effet Tanada (en) (botanique)
- Effet Tcherenkov
- Effet thérapeutique
- Effet thermoélectrique
- Effet thermoélectronique
- Effet thermoémissif
- Effet thermoionique
- Effet Thomson (Effet thermo électrique).
- Effet Thorpe-Ingold (cinétique chimique) (chimie organique)
- Effet Tocqueville (sociologie)
- Effet trans (chimie de coordination)
- Effet transistor
- Effet tunnel
- Effet tunnel résonnant
- Effet Twomey (en) (pollution de l'air) (rayonnement atmosphérique) (nuages, brouillard et précipitations)
- Effet Tyndall (phénomènes physiques) (diffusion)

## U
- Effet Umov (en) (astronomie) (astronomie d'observation) (sciences planétaires)
- Effet Unruh

## V
- Effet Vandenbergh (en) (biologie)
- Effet Veblen (théorie du consommateur) (biens)
- Effet Venturi (dynamique des fluides)
- Effet Voigt (en), voir biréfringence induite par un champ magnétique (magnétisme) (optique)
- Effet Von Restorff (biais cognitifs) (théories psychologiques)
- Effet Vroman (en) (biologie moléculaire et cellulaire)

## W
- Effet Wahlund (évolution) (génétique des populations)
- Effet Walker (illusions de mouvement de soi) (idée fausse spatiale)
- Effet Wallace (biologie de l'évolution) (spéciation)
- Effet Warburg (biochimie) (oncologie) (photosynthèse)
- Effet Weissenberg (physique)
- Effet Westermarck (psychologie) (inceste)
- Effet de Wien (en) (électrochimie)
- Effet Wigner (physique de la matière condensée) (technologie nucléaire) (phénomènes physiques) (effets des radiations)
- Effet Wilson (en) (astronomie) (soleil)
- Effet Wilson-Bappu (physique)
- Effet Windkessel (physiologie)
- Effet Withgott (en) (linguistique) (phonétique)
- Effet Wolf (en) (diffusion) (spectroscopie)
- Effet Wolff-Chaikoff (en) (iode) (médicament)
- Effet Woodward (propulsion de vaisseau spatial)
- Effet Woozle (en) (psychologie) (méthode scientifique) (sociologie)

## X
- Effet Xenia (agriculture) (génétique)

## Y
- Effet Yarkovsky (mécanique céleste)
- Effet Yarkovsky–O'Keefe–Radzievskii–Paddack (mécanique céleste)
- Effet YORP (astrophysique)
- Effet de Yule-Simpson (probabilité) (statistiques)

## Z
- Effet Zeeman (physique atomique) (physique quantique fondamentale) (magnétisme) (phénomènes physiques)
- Effet Zeigarnik (biais cognitifs) (psychologie de l'éducation) (apprentissage) (théories psychologiques)
- Effet Zener, voir diode Zener